# Bulbophyllum papillosofilum
Bulbophyllum papillosofilum är en orkidéart som beskrevs av Cedric Errol Carr. Bulbophyllum papillosofilum ingår i släktet Bulbophyllum och familjen orkidéer. Inga underarter finns listade i Catalogue of Life.